# ありがとうをきみへ
『ありがとうをきみへ』は、山本麻里安のアルバム。2007年9月26日、パープルヒルズレコード（エイベックス・マーケティング）より発売された。

## 解説
- デビュー10周年記念アルバムとして発売された。
- 9トラック目の曲にはコーラスとしてかないみかが参加している。

## 収録曲
1. WONDERLAND
  - 作詞・作曲：彩音、編曲：藤岡央
2. もっと大好き
  - 作詞：山本麻里安、作曲：山本麻里安・藤岡央、編曲：藤岡央
3. MILK
  - 作詞：望月智充、作曲・編曲：藤岡央
4. お肉をたべよう♡
  - 作詞：山本麻里安、作曲・編曲：藤岡央
5. 未来
  - 作詞：山本麻里安、作曲：山本麻里安・藤岡央、編曲：藤岡央
6. Invitation
  - 作詞・作曲：POARO、編曲：藤岡央
7. Lucky girl
  - 作詞：山本麻里安、作曲：勝杏里、編曲：藤岡央
8. ただそばにいるだけで
  - 作詞：山本麻里安、作曲・編曲：藤岡央
9. Oh! My Darlin'
  - 作詞：山本麻里安、作曲・編曲：藤岡央
10. 青空に約束♪
  - 作詞：山本麻里安、作曲・編曲：藤岡央
11. ありがとう
  - 作詞・作曲：山本麻里安、編曲：藤岡央